# Željeznička pruga Karlovac – Kamanje – DG
Željeznička pruga Karlovac – Kamanje je jednokolosječna neelektificirana pruga za lokalni promet u dolini rijeke Kupe od Karlovca do Kamanja. Pruga se dalje nastavlja na slovensku mrežu pruga, na prugu Ljubljana – Metlika.
Pruga je izgrađena 1913. godine. Pruga je u lošem stanju pa je ograničenje brzine na njoj 50 km/h. Dnevno putuju dva vlaka do Metlike. Trenutno, na toj relaciji, voze "Šveđani", vlakovi serije 7122.